# Izba Pamiątek Regionalnych w Ząbkowicach Śląskich
Izba Pamiątek Regionalnych w Ząbkowicach Śląskich – muzeum położone w Ząbkowicach Śląskich. Placówka jest miejską jednostka organizacyjną. Jej siedzibą jest dom rycerza Kauffunga – dawny budynek mieszkalny, wzmiankowany na początku XVI wieku (zwany również dworem rycerza Kauffunga).
Placówka powstała w 1972 roku z inicjatywy Józefa Glabiszewskiego, który od lat 60. XX wieku czynił starania o uratowanie budynku. Aktualnie w muzeum zobaczyć można m.in. pomieszczenie kaplicy domowej, wewnętrzną studnię oraz wystawy, na które składają zbiory związane z historią miasta oraz życiem jego mieszkańców (m.in. meble mieszczańskie XVIII i XIX wieku, ręcznie malowane meble śląskie, broń, przedmioty codziennego użytku, ale również radia i telewizory). W budynku od 2001 roku mieści się Laboratorium dra Frankensteina – pomieszczenie ucharakteryzowanie na laboratorium bohatera powieści Mary Shelley oraz otwarta w 2014 roku sala grabarzy, ukazująca historię procesu ośmiu grabarzy, którzy rzekomo odpowiadali za wybuch epidemii w XVIII wieku. Z pełną historią można zapoznać się w, mieszczącej się w tym samym budynku, atrakcji pn. "Śladami doktora Frankensteina".
Placówka jest obiektem całorocznym, czynnym codziennie. Wstęp jest płatny.